# Veliki Kablići
Veliki Kablići är en ort i Bosnien och Hercegovina.   Den ligger i entiteten Federationen Bosnien och Hercegovina, i den sydvästra delen av landet, 110 km väster om huvudstaden Sarajevo. Veliki Kablići ligger 750 meter över havet och antalet invånare är 745.
Terrängen runt Veliki Kablići är varierad.  Närmaste större samhälle är Livno, 5,0 km sydost om Veliki Kablići.
Trakten runt Veliki Kablići består till största delen av jordbruksmark. Runt Veliki Kablići är det ganska tätbefolkat, med 93 invånare per kvadratkilometer.